# Teresa Herrera
Teresa Margarita Herrera y Pedrosa, més coneguda com a Teresa Herrera (la Corunya, 10 de novembre de 1712 - 22 d'octubre de 1791), fou una filantropa gallega, fundadora del primer hospital de la seva ciutat natal.

## Biografia

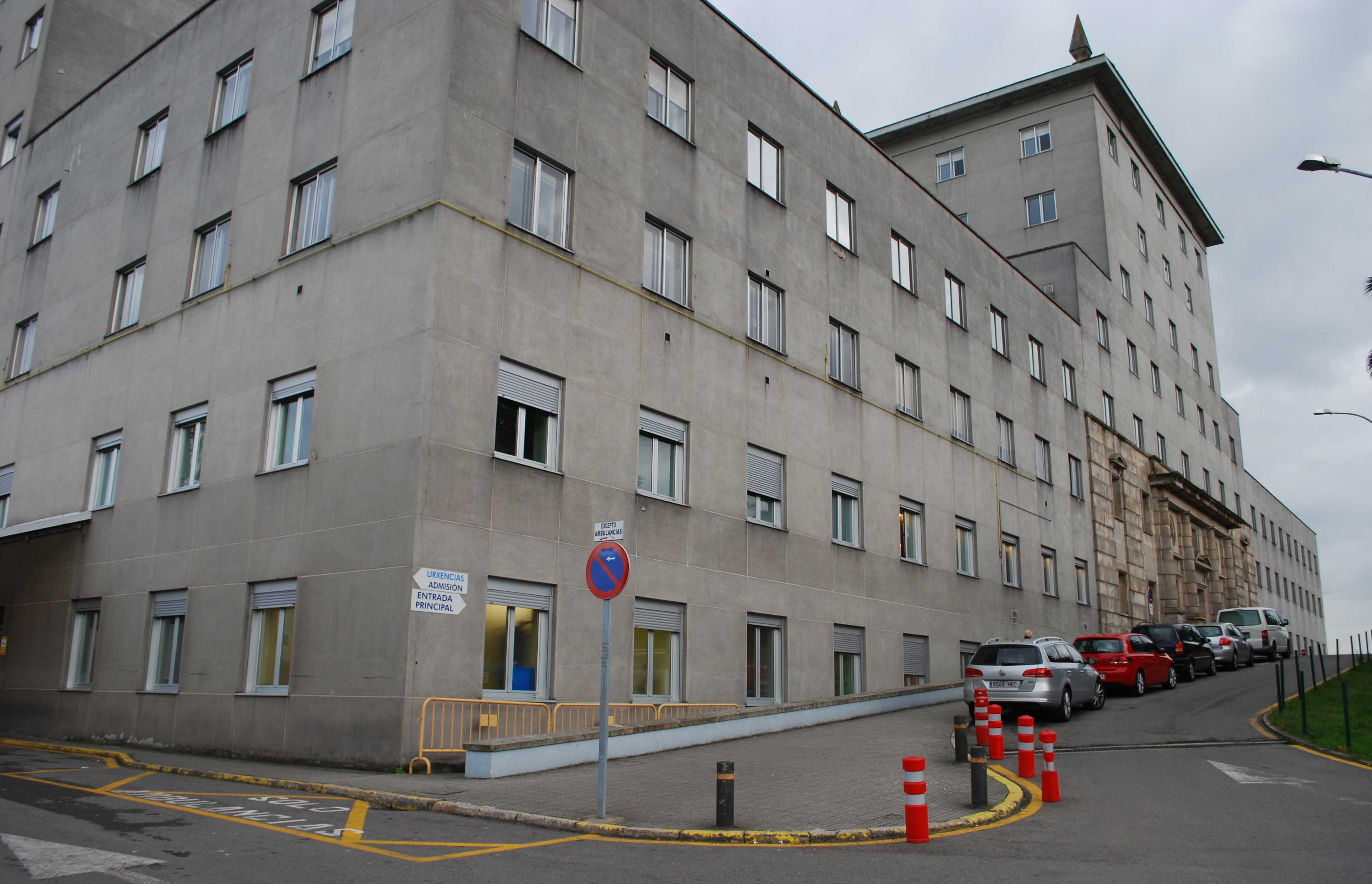
Hospital Teresa Herrera

Òrfena de pare des dels quatre anys, va perdre la seva mare sent molt jove i va haver de fer-se càrrec dels seus nou germans, especialment de la seva germana María Josefa, que nasqué amb una discapacitat intel·lectual.
A principis del segle xviii la ciutat de la Corunya tenia una població de 12.000 habitants i el país estava en plena guerra de Successió entre els Borbons de Felip V i els Àustries de Carles d'Àustria. Teresa Herrera va fundar en aquella època el primer hospital de la Corunya donant els seus béns l'any 1789.
Les seves restes descansen a l'Església de San Nicolás de la Corunya.

## Reconeixements
A la ciutat de la Corunya porten el seu nom:
- Hospital Matern Infantil Teresa Herrera
- Carrer Teresa Herrera
- Trofeu Teresa Herrera de futbol, des de 1946.
- Bandera Teresa Herrera de rem, des de 1986.
- Trofeu Teresa Herrera de pàdel, des de 2007.